# Qualifications aux épreuves de tir à l'arc aux Jeux olympiques d'été de 2020
Pour des articles plus généraux, voir Jeux olympiques d'été de 2020 et Tir à l'arc aux Jeux olympiques.
Cet article décrit la phase de qualification pour les épreuves de tir à l'arc aux Jeux olympiques d'été de 2020.

## Critères de qualification
Pour ces Jeux, le CIO a conservé les quotas mis en place depuis les Jeux d'Atlanta en 1996, soit un total de 128 participants (64 hommes et 64 femmes). Les critères de qualification ont été publiées par la World Archery Federation en mars 2018.
Chaque nation est autorisée à inscrire un maximum de six concurrents, trois par sexe. De plus, les pays qui se qualifient pour une des épreuves par équipes sont autorisés à envoyer une équipe composée de trois membres à l'épreuve par équipes et à chacun les faire participer à l'épreuve individuelle. Un quota de douze places est fixé pour chacune des épreuves par équipes, qualifiant ainsi trente-six archers. Les autres nations, non qualifiées pour ces épreuves, peuvent au maximum obtenir une place par sexe pour les épreuves individuelles.
Concernant la répartition des places, six sont réservées au Japon en tant que pays hôte et quatre autres seront attribuées par la Commission tripartite. Les 118 places restantes sont ensuite distribuées par le biais d'un processus de qualification, dans lequel les archers gagnent des quotas pour leurs comités nationaux olympiques respectifs, mais pas nécessairement pour eux-mêmes.
Il n'y a pas de processus de qualification organisé avant les Jeux pour l'épreuve par équipes mixtes. Au lieu de cela, la qualification pour cet événement intervient par le biais des tours de classement se déroulant au début du tournoi olympique. Les seize meilleures nations ayant au moins un homme et une femme participant seront qualifiées pour la compétition par équipes mixtes, ce classement étant déterminé par l'addition des scores du meilleur homme et de la meilleure femme de chaque nation.

## Épreuves de qualification
| Compétition                              | Date                     | Lieu                  |
| ---------------------------------------- | ------------------------ | --------------------- |
| Jeux asiatiques de 2018                  | 18 août-2 septembre 2018 | Jakarta, Indonésie    |
| Championnats du monde 2019               | 10-26 juin 2019          | Bois-le-Duc, Pays-Bas |
| Jeux européens de 2019                   | 21-30 juin 2019          | Minsk, Biélorussie    |
| Jeux du Pacifique de 2019                | 8-20 juin 2019           | Apia, Samoa           |
| Jeux panaméricains de 2019               | 26 juillet-11 août 2019  | Lima, Pérou           |
| Jeux africains de 2019                   | 26-30 août 2019          | Rabat, Maroc          |
| Championnats d'Asie 2019                 | 22-28 novembre 2019      | Bangkok, Thaïlande    |
| Tournoi de qualification américain       | 22-28 mars 2021          | Monterrey, Mexique    |
| Tournoi de qualification océanien        | Mars-Avril 2021          | Suva, Fidji           |
| Championnats d'Europe 2021               | 31 mai-6 juin 2021       | Antalya, Turquie      |
| Tournoi final de qualification olympique | 18-21 juin 2021          | Paris, France         |

### Épreuves masculines
| Évènement                                                    | Lieu                  | Athlètes par CNO    | Total Places        | Nations qualifiés                                                                    |
| Épreuve par équipes                                          | Épreuve par équipes   | Épreuve par équipes | Épreuve par équipes | Épreuve par équipes                                                                  |
| ------------------------------------------------------------ | --------------------- | ------------------- | ------------------- | ------------------------------------------------------------------------------------ |
| Pays hôte                                                    | —                     | 3                   | 3                   | Japon                                                                                |
| Championnats du monde 2019                                   | Bois-le-Duc, Pays-Bas | 3                   | 24                  | Australie Chine Corée du Sud Grande-Bretagne Inde Kazakhstan Pays-Bas Taipei chinois |
| Tournoi final de qualification olympique                     | Paris, France         | 3                   | 9                   | États-Unis Indonésie France                                                          |
| Épreuve mixte                                                |                       |                     |                     |                                                                                      |
| Jeux asiatiques de 2018                                      | Jakarta, Indonésie    | 1                   | 0                   | Corée du Nord                                                                        |
| Jeux européens de 2019                                       | Minsk, Biélorussie    | 1                   | 0                   | Italie                                                                               |
| Jeux du Pacifique de 2019                                    | Apia, Samoa           | 1                   | 0                   | Nouvelle-Zélande                                                                     |
| Jeux panaméricains de 2019                                   | Lima, Pérou           | 1                   | 0                   | États-Unis                                                                           |
| Jeux africains de 2019                                       | Rabat, Maroc          | 1                   | 1                   | Égypte                                                                               |
| Épreuve individuelle                                         |                       |                     |                     |                                                                                      |
| Championnats du monde 2019                                   | Bois-le-Duc, Pays-Bas | 1                   | 3                   | Bangladesh États-Unis Italie Malaisie                                                |
| Jeux asiatiques de 2018                                      | Jakarta, Indonésie    | 1                   | 0                   | Indonésie                                                                            |
| Jeux européens de 2019                                       | Minsk, Biélorussie    | 1                   | 1                   | Espagne                                                                              |
| Jeux panaméricains de 2019                                   | Lima, Pérou           | 1                   | 2                   | Brésil Canada                                                                        |
| Jeux africains de 2019                                       | Rabat, Maroc          | 1                   | 2                   | Tchad Tunisie                                                                        |
| Championnats d'Asie 2019                                     | Bangkok, Thaïlande    | 1                   | 3                   | Iran Mongolie Viêt Nam                                                               |
| Tournoi de qualification américain                           | Monterrey, Mexique    | 1                   | 3                   | Colombie Chili Mexique                                                               |
| Championnats d'Europe 2021                                   | Antalya, Turquie      | 1                   | 3                   | Allemagne France Slovénie Turquie                                                    |
| Tournoi final de qualification olympique                     | Paris, France         | 1                   | 2+5                 | Finlande Hongrie Israël Moldavie Pologne ROC Ukraine                                 |
| Tournoi de qualification océanien Championnat d'Océanie 2018 | -                     | 1                   | 1                   | Fidji                                                                                |
| Commission tripartite                                        | —                     | 1                   | 2                   | Malawi Îles Vierges des États-Unis                                                   |
| Total                                                        | Total                 | Total               | 64                  |                                                                                      |

### Épreuves féminines
| Évènement                                                    | Lieu                  | Athlètes par CNO    | Total Places        | Nations qualifiés                                                                   |
| Épreuve par équipes                                          | Épreuve par équipes   | Épreuve par équipes | Épreuve par équipes | Épreuve par équipes                                                                 |
| ------------------------------------------------------------ | --------------------- | ------------------- | ------------------- | ----------------------------------------------------------------------------------- |
| Pays hôte                                                    | —                     | 3                   | 3                   | Japon                                                                               |
| Championnats du monde 2019                                   | Bois-le-Duc, Pays-Bas | 3                   | 24                  | Allemagne Biélorussie Chine Corée du Sud Grande-Bretagne ROC Taipei chinois Ukraine |
| Tournoi final de qualification olympique                     | Paris, France         | 3                   | 9                   | Mexique États-Unis Italie                                                           |
| Épreuve mixte                                                |                       |                     |                     |                                                                                     |
| Jeux asiatiques de 2018                                      | Jakarta, Indonésie    | 1                   | 0                   | Corée du Nord                                                                       |
| Jeux européens de 2019                                       | Minsk, Biélorussie    | 0                   | 0                   | Italie                                                                              |
| Jeux du Pacifique de 2019                                    | Apia, Samoa           | 1                   | 1                   | Nouvelle-Zélande                                                                    |
| Jeux panaméricains de 2019                                   | Lima, Pérou           | 1                   | 0                   | États-Unis                                                                          |
| Jeux africains de 2019                                       | Rabat, Maroc          | 1                   | 1                   | Égypte                                                                              |
| Épreuve individuelle                                         |                       |                     |                     |                                                                                     |
| Championnats du monde 2019                                   | Bois-le-Duc, Pays-Bas | 1                   | 4                   | Danemark Mexique Moldavie Suède                                                     |
| Jeux asiatiques de 2018                                      | Jakarta, Indonésie    | 1                   | 1                   | Indonésie                                                                           |
| Jeux européens de 2019                                       | Minsk, Biélorussie    | 1                   | 1                   | Pays-Bas                                                                            |
| Jeux panaméricains de 2019                                   | Lima, Pérou           | 1                   | 1                   | Colombie                                                                            |
| Jeux africains de 2019                                       | Rabat, Maroc          | 1                   | 2                   | Côte d'Ivoire Tunisie                                                               |
| Championnats d'Asie 2019                                     | Bangkok, Thaïlande    | 1                   | 3                   | Bhoutan Inde Viêt Nam                                                               |
| Tournoi de qualification américain                           | Monterrey, Mexique    | 1                   | 3                   | Brésil Canada Équateur                                                              |
| Championnats d'Europe 2021                                   | Antalya, Turquie      | 1                   | 4                   | Espagne France Slovaquie Turquie                                                    |
| Tournoi final de qualification olympique                     | Paris, France         | 1                   | 2+3                 | Grèce Roumanie Pologne République tchèque Mongolie                                  |
| Tournoi de qualification océanien Championnat d'Océanie 2018 | -                     | 1                   | 1                   | Australie                                                                           |
| Commission tripartite                                        | —                     | 1                   | 2                   | Bangladesh Tchad                                                                    |
| Total                                                        | Total                 | Total               | 64                  |                                                                                     |

## Répartition des quotas
| CNO              | Hommes     | Hommes  | Femmes     | Femmes  | Mixte | Total |
| CNO              | Individuel | Équipes | Individuel | Équipes | Mixte | Total |
| ---------------- | ---------- | ------- | ---------- | ------- | ----- | ----- |
| Allemagne        | 1          |         | 3          | X       | X     | 4     |
| Australie        | 3          | X       |            |         |       | 3     |
| Bangladesh       | 1          |         |            |         |       | 1     |
| Biélorussie      |            |         | 3          | X       |       | 3     |
| Brésil           | 1          |         | 1          |         | X     | 2     |
| Canada           | 1          |         | 1          |         | X     | 2     |
| Chili            | 1          |         |            |         |       | 1     |
| Chine            | 3          | X       | 3          | X       | X     | 6     |
| Colombie         | 1          |         | 1          |         | X     | 2     |
| Corée du Nord    | –          |         | –          |         | –     | 0     |
| Corée du Sud     | 3          | X       | 3          | X       | X     | 6     |
| Côte d'Ivoire    |            |         | 1          |         |       | 1     |
| Danemark         |            |         | 1          |         |       | 1     |
| Égypte           | 1          |         | 1          |         | X     | 2     |
| Équateur         |            |         | 1          |         |       | 1     |
| Espagne          | 1          |         |            |         |       | 1     |
| États-Unis       | 1          |         | 1          |         | X     | 2     |
| France           | 1          |         | 1          |         | X     | 2     |
| Grande-Bretagne  | 3          | X       | 3          | X       | X     | 6     |
| Inde             | 3          | X       | 1          |         | X     | 4     |
| Indonésie        | 1          |         | 1          |         | X     | 2     |
| Iran             | 1          |         |            |         |       | 1     |
| Italie           | 1          |         | 1          |         | X     | 2     |
| Japon            | 3          | X       | 3          | X       | X     | 6     |
| Kazakhstan       | 3          | X       |            |         |       | 3     |
| Malaisie         | 1          |         |            |         |       | 1     |
| Mexique          | 1          |         | 1          |         | X     | 1     |
| Moldavie         |            |         | 1          |         |       | 1     |
| Mongolie         | 1          |         |            |         |       | 1     |
| Nouvelle-Zélande | 1          |         | 1          |         | X     | 2     |
| Russie           |            |         | 3          | X       |       | 3     |
| Slovaquie        |            |         | 1          |         |       | 1     |
| Slovénie         | 1          |         |            |         |       | 1     |
| Suède            |            |         | 1          |         |       | 1     |
| Taipei chinois   | 3          | X       | 3          | X       | X     | 6     |
| Tchad            | 1          |         |            |         |       | 1     |
| Tunisie          | 1          |         | 1          |         | X     | 2     |
| Turquie          | 1          |         | 1          |         | X     | 2     |
| Ukraine          |            |         | 3          | X       |       | 3     |
| Viêt Nam         | 1          |         | 1          |         | X     | 2     |
| Total : 42 CNO   | 49         | 9       | 50         | 9       | 22    | 99    |